# Műszaki textíliák

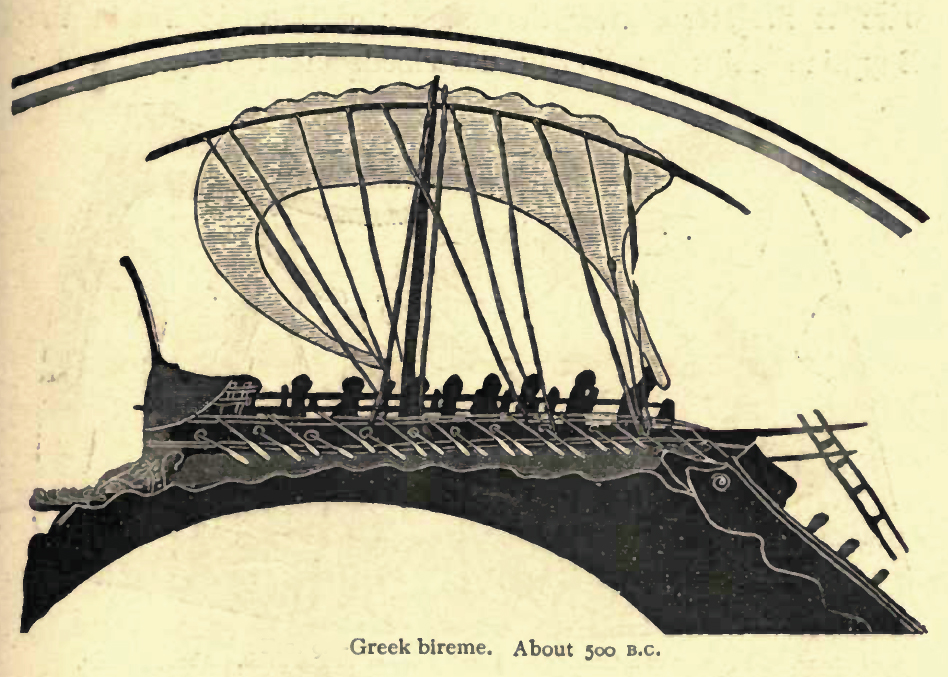
A vitorla és a kötél minden bizonnyal az egyik első „műszaki textília” az emberiség történetében. A kép ezeknek egy kb. i. e. 500-ból származó görög ábrázolása.

A műszaki textíliák a textiltermékek egy csoportját alkotják, amely napjainkban mind nagyobb jelentőségre tesz szert és használata egyre nagyobb mértékben terjed. Ez abban nyilvánul meg, hogy az ipar, az építőipar, a mezőgazdaság területén egyaránt erős törekvés van a környezetbarát technológiák alkalmazására, a megújuló erőforrások feltárására, a szerkezetek tömegének csökkentésére, az újrahasznosítás lehetőségeinek kihasználására. Mindennek a textilanyagok és textilszerkezetek sok felhasználási területen jól megfelelnek.
Fontos szerepe van annak is, hogy a textilruházati cikkek tömegtermelése mind jobban az úgynevezett olcsó bérű ázsiai, dél-amerikai és észak-afrikai országokban összpontosul, az európai és észak-amerikai textil- és textilruházati ipar ennek következtében jelentősen összezsugorodik és inkább csak a viszonylag kis sorozatban gyártott, nagyon magas esztétikai és minőségi színvonalú ruházati cikkek, valamint a speciális tulajdonságú és felhasználású termékek gyártása terén tudja megtartani pozícióit. Ez utóbbiak közé tartoznak a műszaki textíliák is. Jelentőségüket az is mutatja, hogy 2010-ben a Nyugat-Európában előállított textiltermékek 43%-át műszaki textíliák gyártására használták fel, és a szakértők az elkövetkező években a műszaki textíliák felhasználásának átlagosan évi mintegy 3,8%-os növekedését várják.

## A műszaki textíliák fogalma és csoportosítása
A műszaki textíliák köre rendkívül széles. Az élet legkülönfélébb területein használt műszaki textíliák tételes felsorolásai a szakirodalomban általában hosszú listák formájában jelennek meg. Szakszerű meghatározásuk a szakirodalomban sem egységes. Lényegében csak kizárásos alapon definiálhatjuk: nem tartoznak a műszaki textilanyagok közé a „szokványos” alsó- és felsőruházati termékek illetve azok anyagai, valamint általában véve a lakás- és háztartási textíliák sem. Még itt is vannak azonban kivételek: sokszor a műszaki textíliákhoz sorolnak bizonyos textiltermékeket, amelyek a ruházati cikkek gyártásában (beleértve a cipőgyártást is) mint „szerkezeti anyagok” használatosak és nem is láthatók (pl. közbélések, zsinórok, merevítő szalagok stb.), és olyanokat is, amelyeket pl. a bútoripar használ (pl. hevederek, a kárpitozás alatt elhelyezkedő belső borítóanyagok stb.), vagy a háztartásokban használt, textiltechnológiai eljárásokkal készült használati tárgyakat (pl. padlóburkolatok, kötött mosogató csutak stb.) is. Sok esetben találkozunk a műszaki textíliák felsorolásában az egészségügyben, gyógyászatban használt textilanyagokkal is (kötszerek, mesterséges erek, törlőkendők stb.).
A szakirodalomban leginkább elterjedt felosztás a műszaki textíliák legnagyobb jelentőségű világkiállítása, a Techtextil által alkalmazott besorolást használja, amely szerint 12 szakterület tartozik ide:
- Agrotech – a növénytermesztésben, erdészetben, kertészetben, tájépítészetben használt textíliák,
- Buildtech – a magas- és mélyépítésben szerkezeti anyagként alkalmazott textíliák,
- Clothtech – a ruha- és cipőgyártásban nem alapanyagként, hanem szerkezeti anyagként használt textíliák,
- Geotech – az út-, vasút- és vízépítésben, gátak, hulladéklerakók stb. építésében használt szerkezeterősítő textíliák,
- Hometech – a bútorgyártásban és dekorációs anyagok formájában (pl. tapéta) használt textíliák,
- Indutech – a gépgyártásban, a vegyiparban, energiaiparban szerkezeti anyagként használt textíliák,
- Medtech – a gyógyászatban és higiéniai eszközökben alkalmazott textíliák,
- Mobiltech – a járműgyártásban (autó-, hajó-, repülőgépgyártás, vasutak, űrhajózás) szerkezeti anyagként használt textíliák,
- Oekotech – a környezetvédelemben, hulladékkezelésben alkalmazott textíliák,
- Packtech – csomagolóanyagok, az anyagmozgatásban, szállításban alkalmazott textíliák,
- Protech – az egyéni és közösségi védőfelszerelések előállításában használt textilanyagok,
- Sporttech – sportruházatok, sportfelszerelések, szabadidő-tevékenységek eszközeinek gyártásában alkalmazott textíliák.

Egy más szempontok szerint összeállított csoportosítás szerint a műszaki textíliák körébe tartoznak
- a textilbetétes műanyag szerkezetek (kompozitok) vázszerkezetét alkotó textilanyagok,
- a különböző rendeltetésű hálók,
- a gépgyártásban, a vegyiparban, az energiaellátásban alkalmazott úgynevezett ipari textíliák,
- a járműipari alkalmazások,
- az egyéni védőfelszerelésekben alkalmazott textíliák,
- a textilanyagból készült szűrők, szűrőbetétek,
- a textil alapú csomagolóanyagok,
- a geotextíliák,
- a gyógyászati, egészségügyi és higiéniai textíliák,
- az anyagmozgatásban és szállításban használt textíliák,
- a hő, tűz és robbanás elleni védelemben használt textíliák,
- a fegyveres testületek által használt textíliák.

A felsoroltakon kívül a szakirodalomban még más szempontokat visszatükröző csoportosításokkal is találkozunk.

## Történet
Az emberiség már az ősidőkben is használt „műszaki textíliákat” – ide sorolhatók például az indákból, növényi rostokból sodort kötelek, hálók. Mintegy 5000 évvel ezelőtt az egyiptomiak már készítettek lenvászonból napernyőket, vitorlákat, lámpabeleket. Az ókori görögök a színházak, a rómaiak az amfiteátrumok fölé textilanyagból készült napvédő tetőket feszítettek ki. A 13. században élt Albertus Magnus leírása szerint a korai középkorban már kapucnival ellátott „védőruhát” hordtak a bányászok. Murillo, a 17. században élt spanyol festő napvédő ponyvákat ábrázol sevillai utcákat bemutató képein. A 18. században az európai lakásokban világító gyertyákban és olajlámpákban fonatolt kanócokat használtak.
A műszaki textíliák jelentősége a 20. század közepe óta nőtt meg, ekkor kezdtek a textilanyagok e téren való alkalmazási lehetőségeivel tudományosan is foglalkozni. Nagy lökést adott ennek a folyamatnak az űrhajózás igénye az újszerű szerkezeti anyagok iránt, a katonaság ruházatának és felszereléseinek tökéletesítésére irányuló törekvés, a munkavédelem fontosságának megnövekedése, a környezetvédelem és a jobb energiahasznosítás szükségességének előtérbe helyezése. A textilipar, az anyagtudományok és az alkalmazási területek kutatói, gyakorlati szakemberei közös munkájának eredményeként hozták létre – és hozzák létre folyamatosan napjainkban is – azokat az új nyersanyagokat és technológiákat, amelyek révén nagyon speciális felhasználási igényeket kielégítő, textil alapú termékek készülhetnek. A műszaki textíliák ma a fejlett ipari országok textilipara számára igen komoly üzleti lehetőségeket kínálnak.

## A műszaki textíliák előállítása
A műszaki textíliák előállításában a textilipar valamennyi gyártási eljárása képviselteti magát, a különböző kelmeképzési eljárásokon (szövés, kötés, horgolás, varrvahurkolás, fonatolás, nemszőtt kelmék készítése) kívül a sodrott (vert) kötelek gyártása is. Mindezek természetesen a fonalgyártáson (is) alapulnak, hiszen ahhoz, hogy a termékek megfelelő fonalakból készülhessenek, a fonóiparnak is fontos szerep jut speciális eljárások révén. Nagy szerepe van a nyers kelme előállítását követő sokrétű kikészítő eljárásoknak is. A textilgépgyárak – együttműködve a különböző szakterületeken működő kutatóintézetekkel, egyetemekkel, a műszaki textíliák felhasználóival – jelentős fejlesztési tevékenységet fejtenek ki kifejezetten bizonyos fajta műszaki textíliák előállítására szolgáló berendezések és technológiák megvalósítására. A vegyipar folyamatosan hozza létre a mesterséges szálasanyagok újabb és újabb változatait a speciális tulajdonságú textilanyagok iránti igények kielégítésére és az anyagtudomány is behatóan foglalkozik a textíliák sajátos tulajdonságaival és újszerű alkalmazási lehetőségeivel, különösképpen a kompozitokban betöltött szerepével és újabban a nanoszálakkal.
A műszaki textíliák sok esetben nem a szokványos, széles körben elterjedt textilnyersanyagokból készülnek, hanem speciális nyersanyagokat igényelnek, amelyeket többnyire különféle mesterséges szálasanyagok testesítenek meg. Ma már olyan mesterséges szálasanyagok is kaphatók, amelyeket kifejezetten a műszaki textíliák egy-egy speciális fajtájának gyártásához fejlesztettek ki. Emellett azonban nagy tere van továbbra is a hagyományos nyersanyagoknak is.

## A műszaki textíliák anyagai

### Szálasanyagok és fonalak

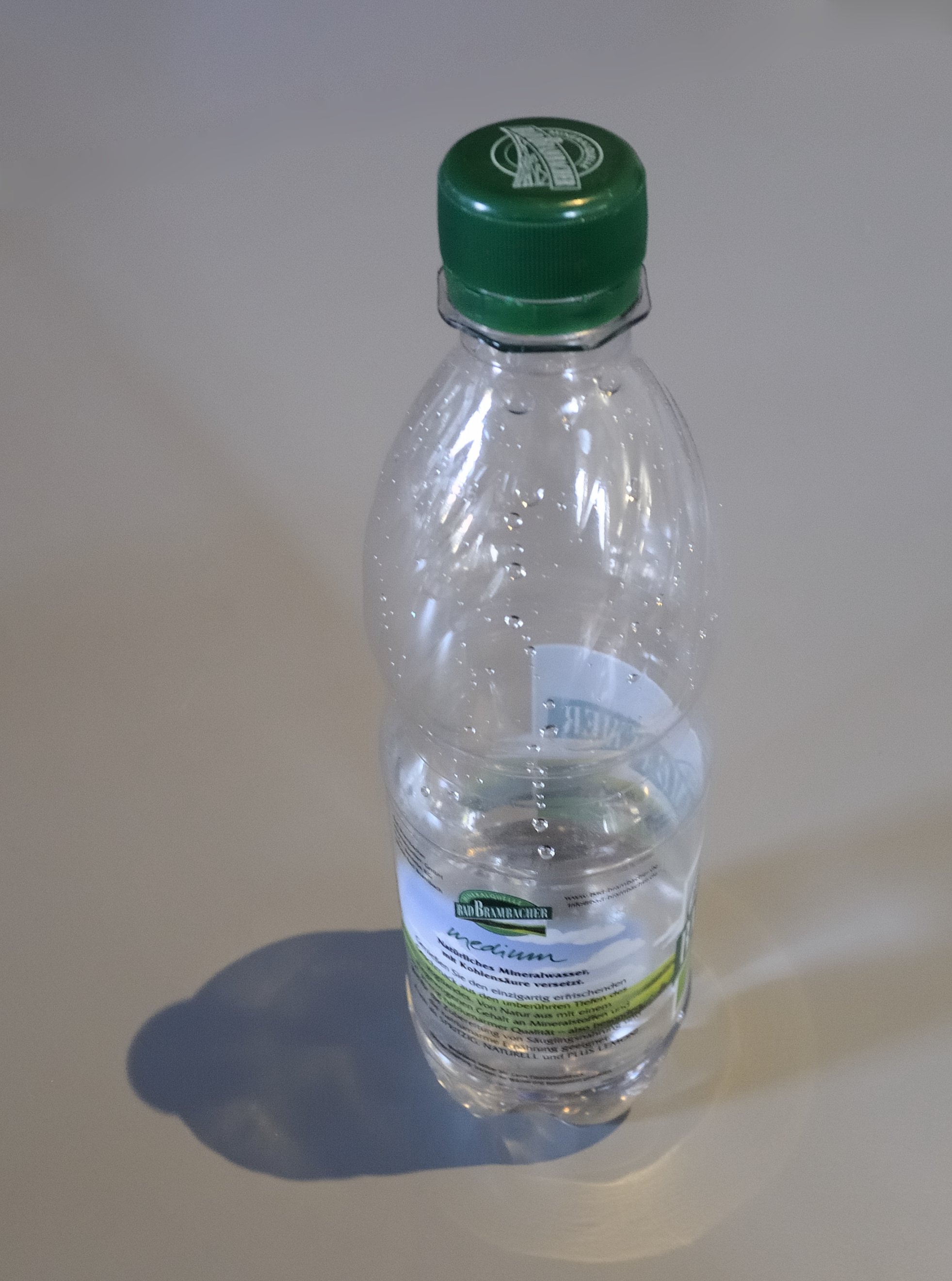
A hulladék műanyag palackokból jelentős részben műszaki textíliák nyersanyaga készül

A műszaki textíliák jelentős részét hagyományos textilipari nyersanyagokból állítják elő, de ilyen célra speciális mesterséges szálasanyagokat is kifejlesztenek, amelyek a kívánt cél megvalósításához szükséges, meghatározott tulajdonságokkal rendelkeznek. A természetes szálasanyagok használatának az a nagy előnye, hogy természetes úton lebomló, komposztálható nyersanyagokat jelentenek, ami összhangban van a fenntartható fejlődés és a környezetvédelem érdekeivel. E tekintetben elsősorban a len, a kender, a juta és a szizál alkalmazása került előtérbe. Ilyen kedvező tulajdonságokkal egyébként létrehoztak természetes alapanyagú (azaz nem szintetikus) szálakat is, mint például a cellulóz alapú lyocell és az egyes növényekből (pl. kukoricából) kivonható tejsavból készült politejsav (PLA) szálat, és amelyek szintén teret nyertek a műszaki textíliák anyagai körében.
A műszaki textíliákhoz használt szintetikus szálasanyagoknak általában a következő fő követelményeket kell kielégíteniük (a felhasználási terület igényeitől függően külön-külön, vagy többet együttesen):
- Nagy szilárdság – Olyan textilszerkezetek esetében fontos, ahol a teherviselő képesség, a mechanikai hatásoknak való ellenállás fontos. Ilyenek például a kötelek, egyes hálófajták, a golyóálló mellények, egyes védőruhák stb.
- Nagy rugalmas nyúlás – Jelentősége a termék alakváltozási képességével függ össze; a gépkocsikban alkalmazott csomagtartó hálók vagy a kötélugráshoz használt kötelek például ilyen fonalak használatát teszik szükségessé.
- Lángállóság, hőállóság esetleg több száz Celsius-fokig, valamint jó hőszigetelő képesség – Tűzoltók, melegüzemekben dolgozó munkások védőruházatának, a láng tovaterjedését gátló függönyök stb. készítésében van fontos szerepe ennek a két tulajdonságnak.
- Jó elektromos vezetőképesség– A sztatikus elektromosság levezetésére, fűthető, valamint elektronikus készülékek befogadására alkalmas ruhadarabok készítésére szolgáló kelmék gyártásához szükséges.
- Jó elektromos szigetelőképesség – A villamosiparban dolgozó munkások védőruházatánál van jelentősége.

Vannak olyan szálasanyagok is, amelyeket kifejezetten bizonyos fajta műszaki textíliák készítésére fejlesztettek ki. Ilyenek például a már a 21. században megjelent nanoszálak, vagy az ezüstöt tartalmazó szálak, amelyeket a mikroorganizmusok szaporodásának megakadályozására, elpusztítására használnak az egészségügy és a funkcionális ruházatok területén.

### Kelmefajták
Műszaki textíliák gyártására a textilipar bármelyik kelmeképző eljárása (szövés, kötés, fonatolás, nemezgyártás, varrvahurkolás, nemszőttkelme-gyártás) alkalmas. Azt, hogy milyen célra melyik technikát veszik igénybe, attól függ, hogy a terméknek milyen követelményeknek kell megfelelniük.
A műszaki textíliák jelentős része szerkezetileg nem vagy alig tér el a szokványos kelméktől, a különbség ezekben az esetekben a felhasznált nyersanyagokban van. A nagy szilárdságú kelmékhez nagy szakítóerejű fonalakat, a rugalmas kelmékhez nagy rugalmas nyúlású fonalakat, a hőálló kelmékhez ilyen tulajdonságú szálakból font fonalakat stb. használnak. Nagyon sok esetben különböző tulajdonságú szálasanyagokból készült fonalakat együttesen dolgoznak fel egy-egy kelmefajta készítésére, pl. a jó elektromos vezetőképességű fonalakat nem önmagukban szerepeltetik a kelmeszerkezetben, hanem van egy úgynevezett alapfonal (többnyire valamelyik szokványos nyersanyagból, pl. pamutból), amely az összefüggő kelmeszerkezetet alkotja, és ebbe fektetik vagy kötik be a vezetőképes fonalat bizonyos helyeken, ahol a felhasználási cél indokolja.

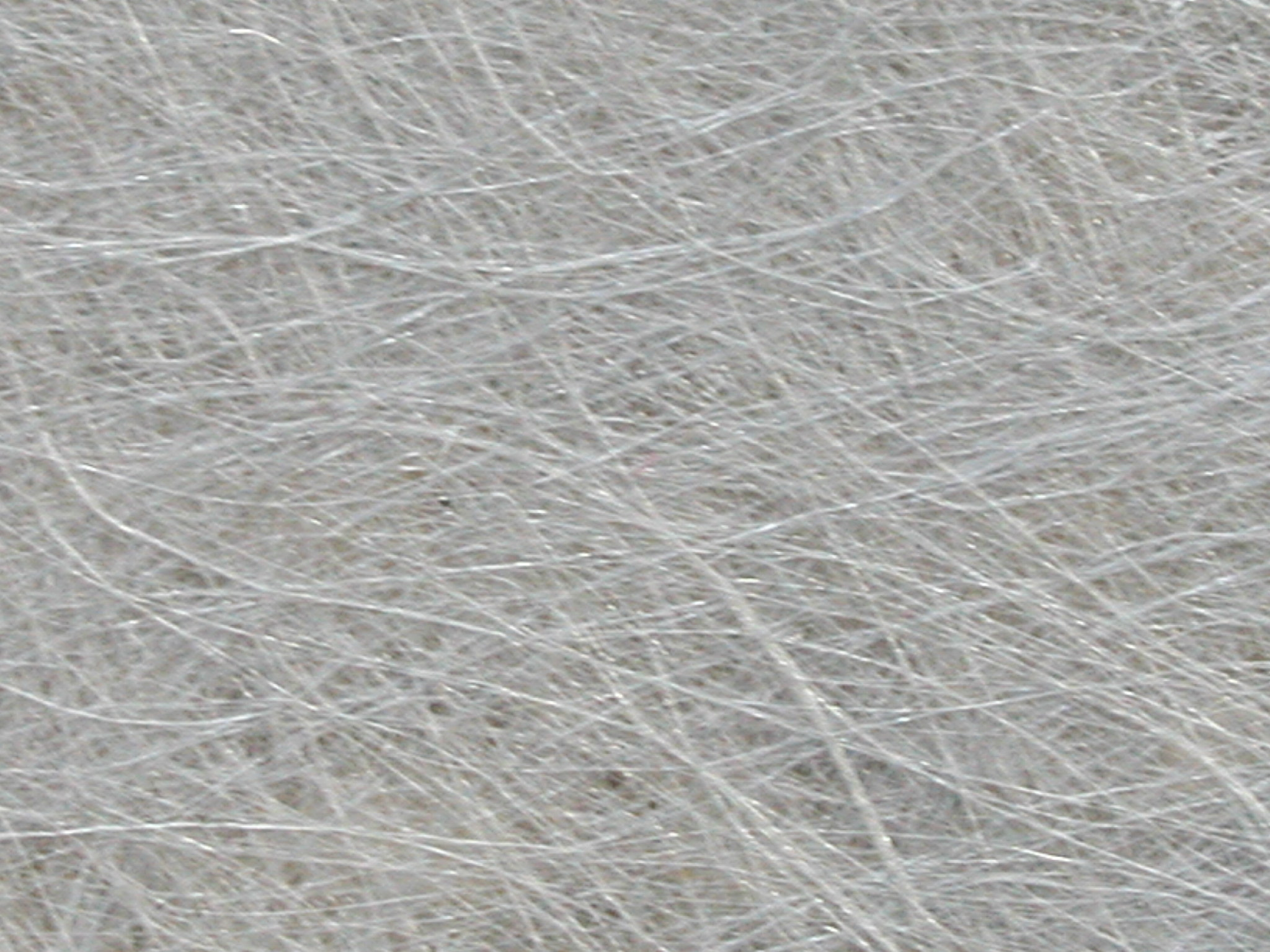
Nemszőtt kelme

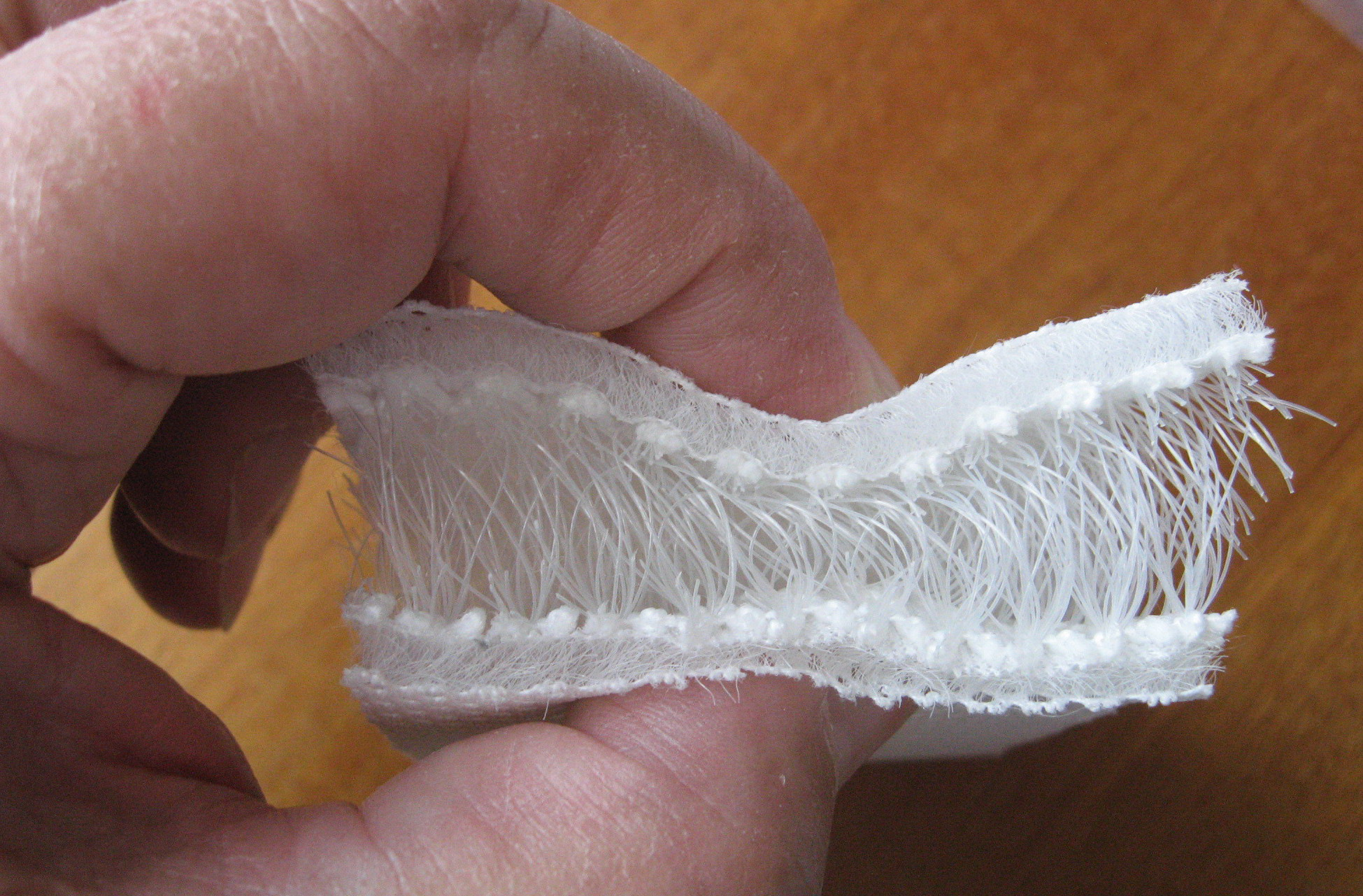
Üreges kelme

Vannak azonban speciális kelmeszerkezetek is, amelyeket kifejezetten bizonyos fajta műszaki textíliákhoz használnak.
- A nemszőtt kelmék rendkívül fontos szerepet játszanak a műszaki textíliák gyártásában, nem utolsósorban azért is, mert a legkülönbözőbb textilhulladékokat ilyen módon lehet legjobban hasznosítani, és az így készült kelmék sokféle célra használhatók. (Vannak azonban területek, ahol friss nyersanyagból készült nemszőtt kelmék használata a követelmény, ilyen például a gyógyászat és a higiéniai termékek.) A nemszőtt kelmék felhasználási területe igen sokrétű.[Jegyzet 3][16]
- A már a 21. században feltalált üreges kelmék (amelyeket gyakran „3D” kelméknek neveznek) egyre több alkalmazási területet hódítanak meg.[17] Ezeket a kelméket az jellemzi, hogy két kelmefelületből állnak, amelyek egymástól néhány millimétertől néhány centiméterig terjedő távolságban lehetnek, és közöttük a kelmefelületre nagyjából merőleges elhelyezkedésű, viszonylag vastag, rugalmasan hajlékony monofilamentek tartják a kapcsolatot. Ezáltal a kelme vastagságában rugalmasan összenyomható és a két kelmeréteg között kialakult üregben levegő vagy folyadék is áramolhat. Sok helyen a habszivacsot is helyettesíthetik. Leggyakrabban ágybetétek, ülőbútorok, gépkocsiülések, ortopédiai segédeszközök (pl. térd- és csuklószorító, felfekvés elleni ülőpárna stb.) készítésére, kompozitok erősítőanyagaként, sőt újabban betonerősítésre is használják (betonvasak helyett) (ez a „textilbeton”).

## A műszaki textíliák fajtái és alkalmazási területeik

### A mezőgazdaság különböző területein alkalmazott műszaki textíliák(Agrotech)

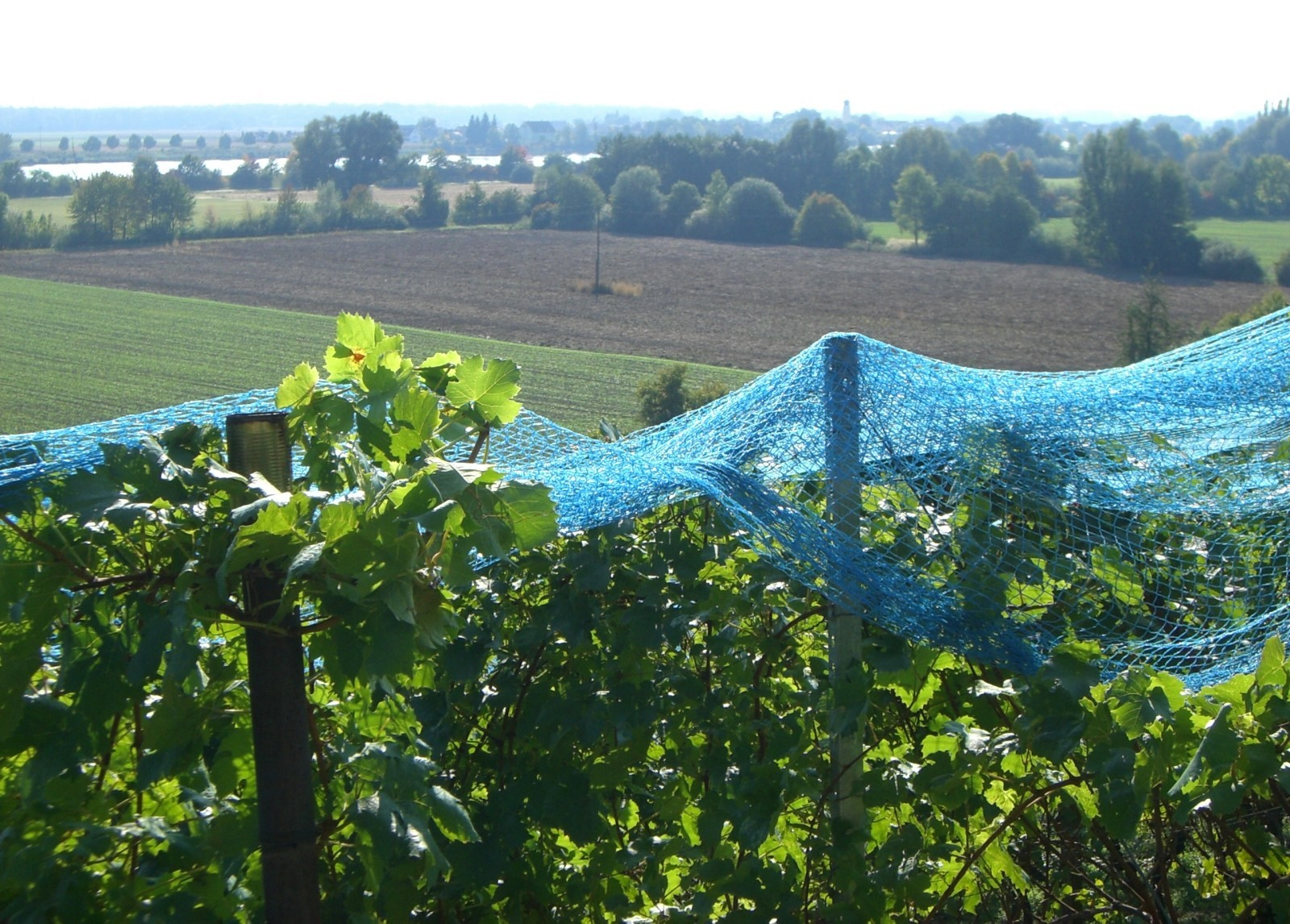
Madarak ellen védő háló

A műszaki textíliák szempontjából az Agrotech csoportban a hivatalos magyar terminológia szerint szorosan vett mezőgazdaság fogalmán (élelmiszer és nem élelmiszer célú növénytermesztés és állattenyésztés) túlmenően ide értik a halászatot és az erdőgazdaságot, sőt a kertészetet is. Az itt használatos műszaki textíliák elsősorban a különböző fajta kötelek, teherhordó, csomagoló vagy árnyékoló hálók, ponyvák, zsákok, hajlékony konténerek, továbbá a növényvédelemben használt és a földre terített – igen gyakran vékony nemszőtt kelméből készült – takarók, amelyek megakadályozzák a gazosodást. A talaj nedvességtartalmának szabályozásában fontos szerepet játszó csőrendszerek anyaga is sok esetben textilipari eljárással készül.
Ezeknek a termékeknek általában nagy szilárdságúaknak, tartósaknak kell lenniük, a földeken tartósan használt termékeknél jó, ha ellenállnak az ultraibolya sugaraknak (azaz ezek nem károsítják az anyagukat) és a mezőgazdaságban használt vegyszereknek.

### Az építőiparban alkalmazott textíliák (BuildtechilletveGeotech)

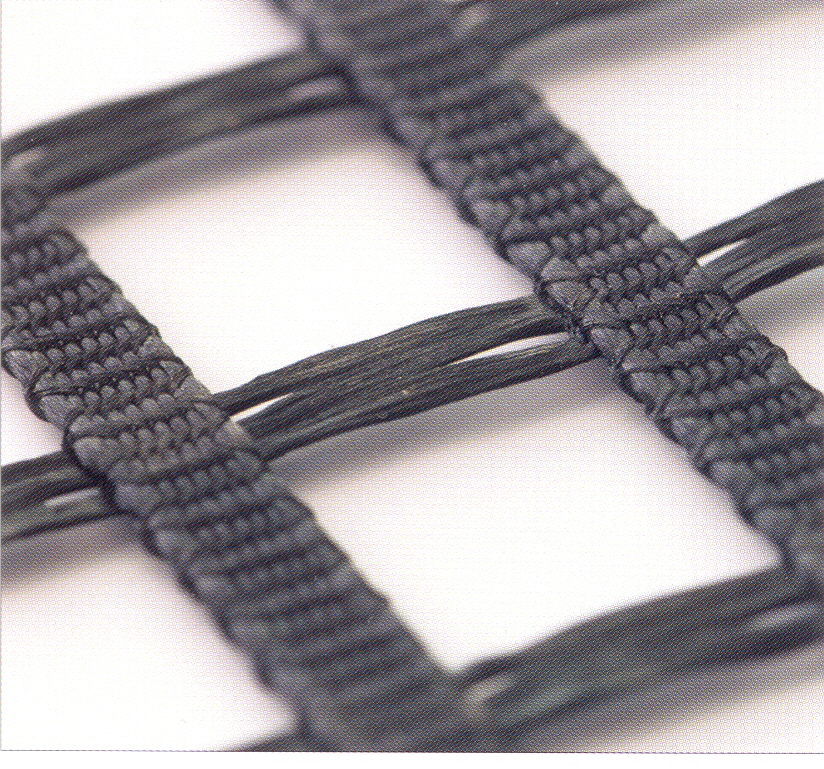
Kötéstechnológiával készült georács

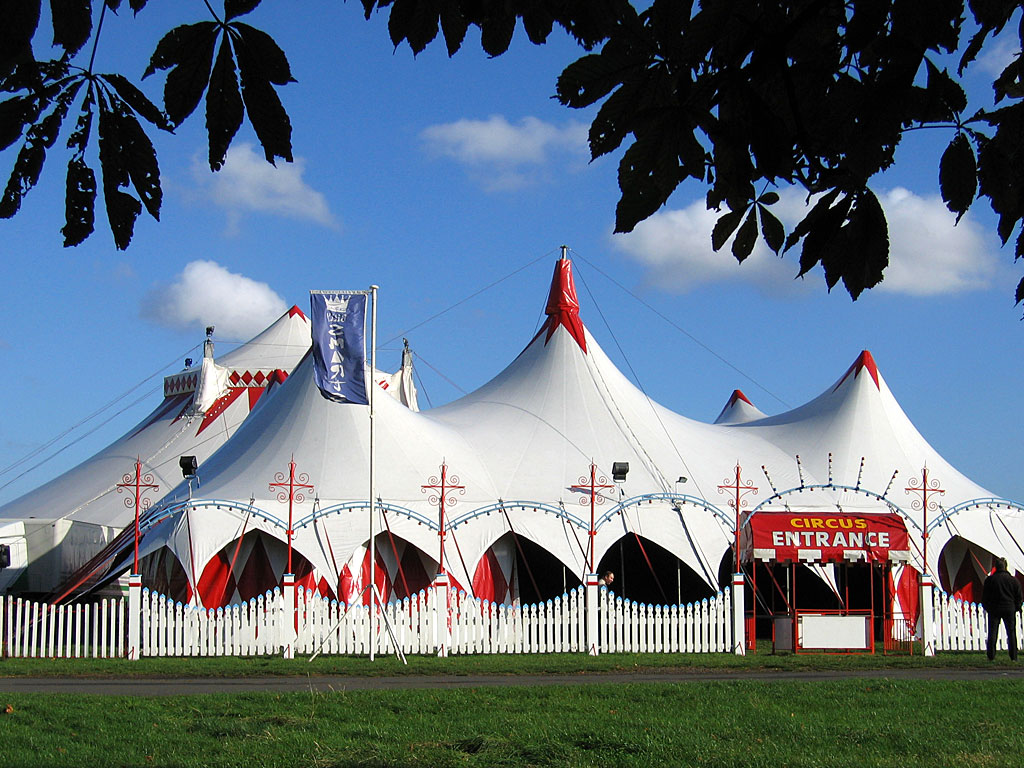
A cirkuszsátor a textilépítészet egy jó példája

Az építőiparban – ezen belül a magas- és mélyépítőiparban egyaránt – fontos szerepet töltenek be a textilanyagok, ami elsősorban időjárás-állóságuknak, korrózióállóságuknak, viszonylag – főleg a fémekhez viszonyítva – kis fajlagos tömegüknek köszönhető.
A modern építészetben a falak és tetők jó hőszigetelése az egyik legfontosabb szempont. A Buildtech csoportba tartozó különféle textíliák erre kiválóan alkalmasak, különösen azok a kelmeszerkezetek, amelyek nagy mennyiségű levegőt zárnak magukba. Emellett fontos szerepet játszanak a különböző kelmefajták a homlokzatépítészetben és a belsőépítészetben is.
Textil erősítésű kompozitok (rudak, lemezek) sok helyen helyettesíthetik az acél- vagy alumíniumszerkezeteket. Jelentős fejlesztések folynak vasbeton szerkezetek terén a textilbeton alkalmazására, amelyekben az acélrudakat textilszerkezet helyettesíti. Sikeresen építettek például hidat ilyen anyagból.
Nagy jelentősége van az úgynevezett textilépítészetnek is, vagyis azoknak az építményeknek, amelyekben a falakat, tetőket textilanyag alkotja és ezeket fém vázszerkezet, vagy túlnyomásos levegő tartja. Ennek kezdeti formái a különböző sátrak voltak, de ma már – köszönhetően a szintetikus szálasanyagokból készült rendkívül erős és az időjárás viszontagságainak kiválóan ellenálló szövött és kötött kelmének – nem csak ideiglenes, hanem tartós épületek (raktárak, kiállítási csarnokok, sportcsarnokok stb.) is készülnek ezzel az eljárással. Ide tartoznak a textíliákból készült különféle árnyékoló szerkezetek is.
Külön kategóriát (Geotech) alkotnak a geoműanyagok körébe tartozó, textilipari eljárásokkal készült termékek. Ezeket földmunkáknál és a mélyépítő iparban utak, töltések, támfalak, tározómedencék és hasonlók építéséhez, hegyoldalak, vízpartok megerősítéséhez stb. használják fel. A textilipari szaknyelv ezeket összefoglalóan geotextíliáknak nevezi, de az építőiparban ezen a néven csupán a geoműanyagok egy csoportját hívják így, mégpedig a viszonylag tömör szerkezetű, de porózus szövött, kötött vagy nemszőtt kelméket. Ezek mellett ugyancsak textilipari eljárással készülnek a georácsok, amelyek – mint a nevük is mutatja – sokkal ritkább szerkezetűek, 15–30 mm méretű, többnyire közel négyzet alakú nyílásokkal készülnek, valamint a geohálók, amelyek nyílásai már nem szükségképpen négyszögletesek, és többnyire vékonyabbak is a georácsoknál. Az építőipari értelemben vett geotextíliákat rétegek szétválasztására, az építmény megerősítésére, az erózió megakadályozására, szűrésre és vízelvezetésre használják. A georácsok elsődleges célja az építmény megerősítése. A geohálók fő felhasználási területe a vízelvezetés.

### A ruha- és cipőgyártás szerkezeti textilanyagai(Clothtech)

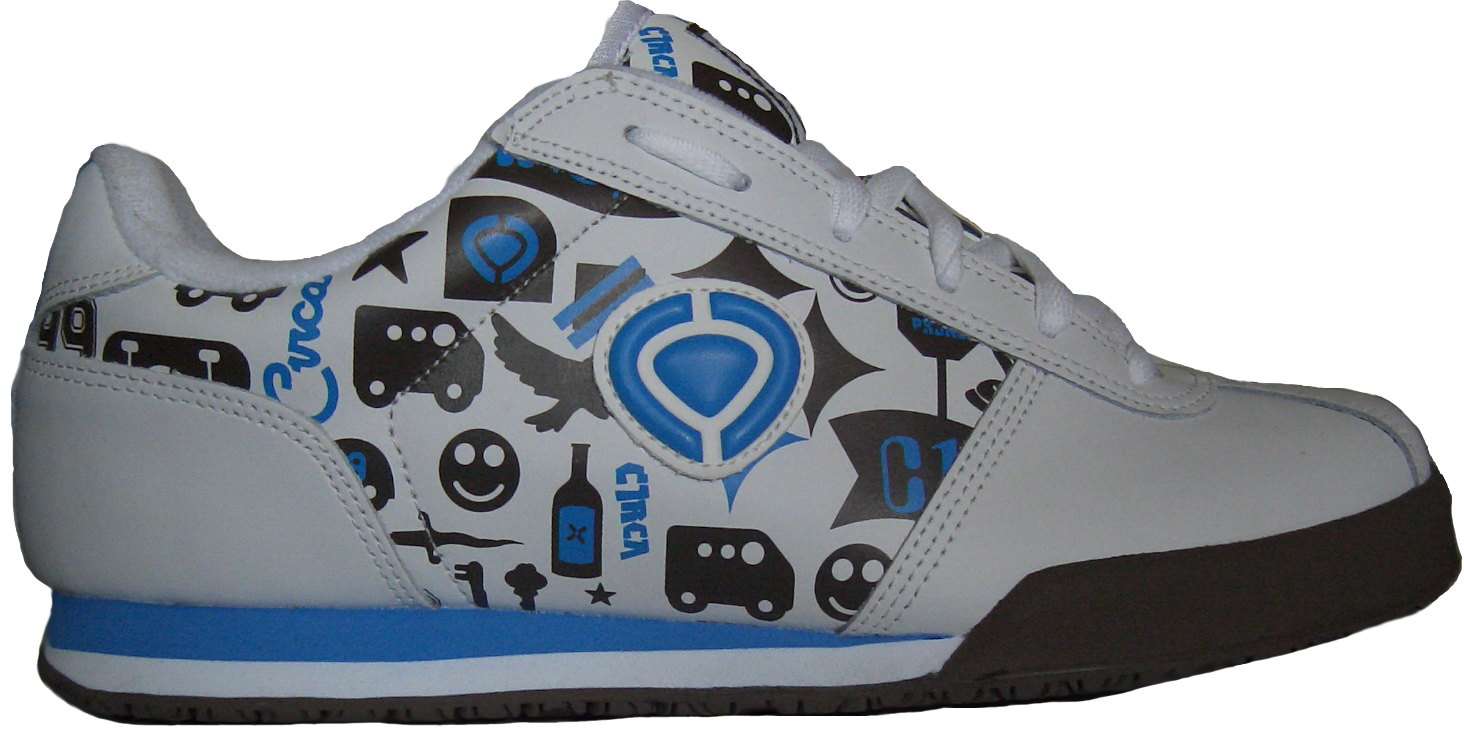
A korszerű sportcipők felsőrésze és talpbélése speciális tulajdonságú, jó belső klímát biztosító textilanyagokból készül

A Clothtech csoportba tartozó műszaki textíliák azok az anyagok, amelyek a főanyag mellett, sokszor a ruhadarabba illetve lábbelibe beépítve, nem is láthatóan, erősítő, formázó szerepet töltenek be. Ilyenek a varrócérnák, a különböző rugalmas és rugalmatlan szalagok, zsinórok, paszományok, azok az úgynevezett közbélések, amelyek szerepe, hogy a külső és a belső kelmeréteget egymással összeerősítsék (ezért hőre lágyuló műanyag bevonattal készülnek, hogy a gyártáshoz tartozó hőkezelés során összeragasszák a rétegeket) és/vagy hogy merevítsék is a szerkezetet, ahol kell. Textilipari eljárással (fonatolással) készül a cipőfűző is. Textília a tépőzár és a cipzárszalag is.
A ruhadarabok fő anyaga leginkább valamilyen textiltechnológiai eljárással készült kelme. Emellett gyakran használnak bőröket, szőrméket is ilyen célra (bár például a műszőrme textilipari eljárással készül).
A lábbelik jellemzően bőrből vagy műbőrből készülnek, azonban ezekben is használnak textíliákat, akár felsőrészként, akár bélésként.
A műbőrök hordozóanyaga is valamilyen szövött vagy kötött kelme.
Ugyancsak nagy felhasználója a textilanyagoknak a bőrdíszműipar is, amely táskákat, táskabéléseket készít különféle – főleg szövött – kelmékből.

### Kárpitosipari és dekorációs anyagok(Hometex)

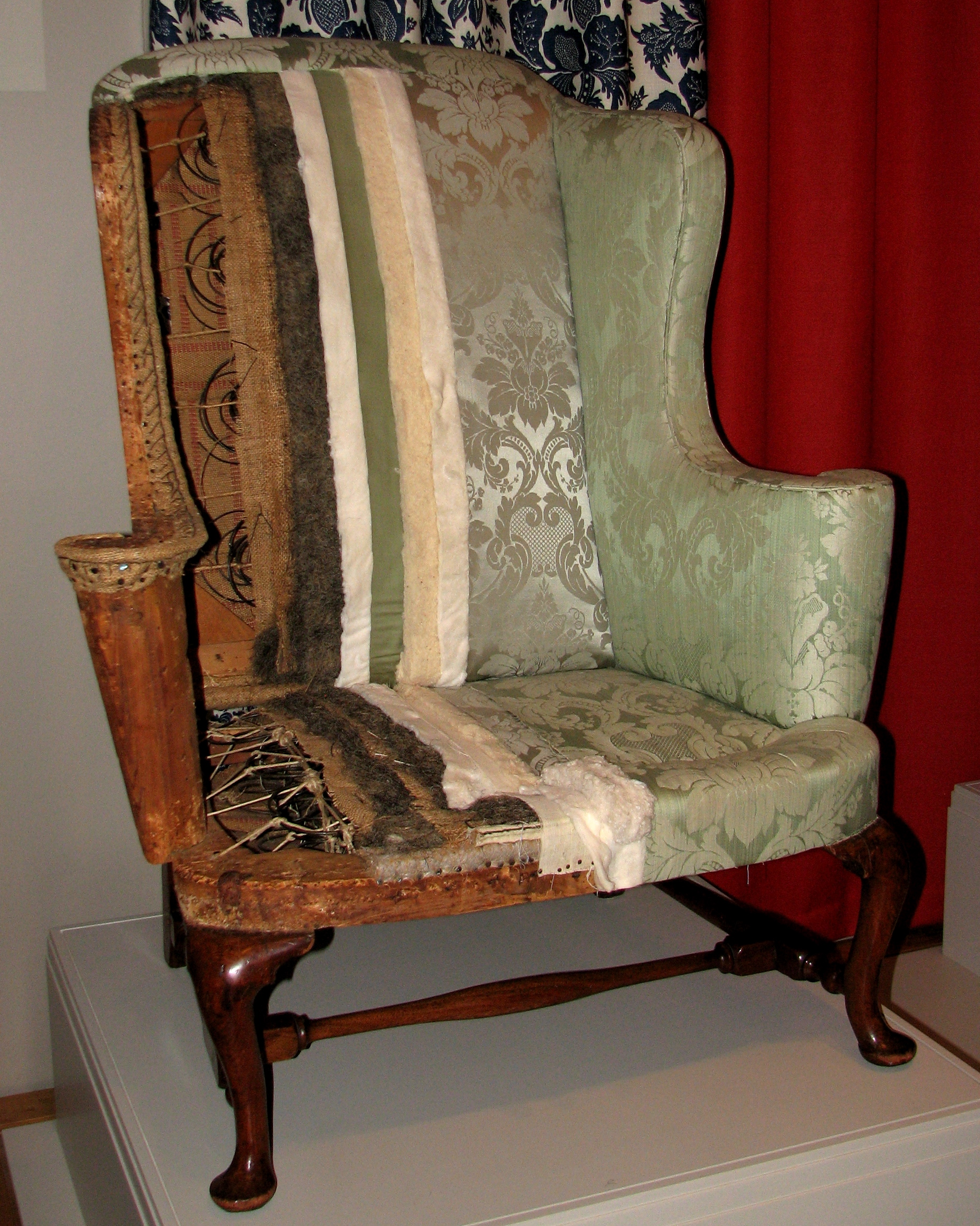
Egy kárpitozott bútorban több réteg textíliát alkalmaznak

A kárpitosiparban műszaki textíliának tekintik mindazokat a textilanyagokat, amelyek a kárpitozott bútor legfelső, esztétikailag mérvadó burkolata, a bútorszövet alatt van. Ilyenek a tömítőanyag (afrik, szőr, habszivacs) helyett használt, rugalmasan összenyomható üreges kelmék, a tömítőanyagból készített párnázatot burkoló szövetek, a rugózatot tartó hevederek, szalagok, a matrachuzatok stb.
A dekorációs anyagok közül a műszaki textíliák körébe elsősorban a reklámhordozóként használható textilanyagok tartoznak. Ezek általában viszonylag sűrű hálók, amelyekre ráfestik vagy inkább digitális nyomtatási eljárással viszik fel a reklámot. Ide sorolhatók emellett a zászlóanyagok is. Mindkét esetben nagyon fontos az időjárás-állóság és az ibolyántúli sugárzásnak való ellenállás. Ilyen célokra legjobban a szövött vagy kötött poliészterkelmék felelnek meg.

### Ipari felhasználású műszaki textíliák(Indutech)

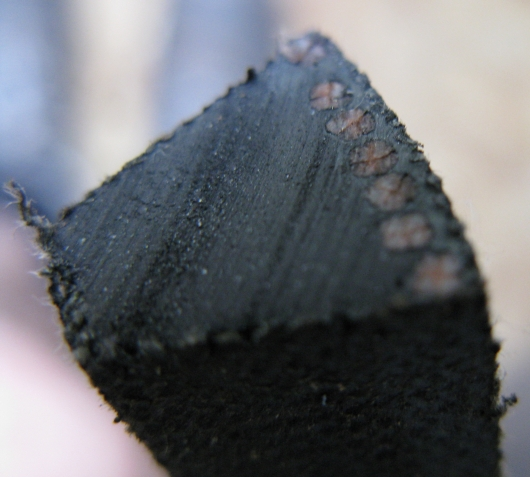
Ékszíj keresztmetszete. Láthatók a beépített kordfonalak és a burkoló szövetréteg.

Az ebbe a csoportba tartozó textilanyagokat a gépipar, a villamosipar, az elektronikai ipar, a vegyipar használja szerkezeti anyagként. A műszaki textíliáknak ez az egyik legjobban elterjedt felhasználási területe. Alkalmazásra találnak hajtóművekben (pl. hevederekben, ékszíjakban), az anyagmozgatásban (pl. kötelek, szállítószalagok betétszövetei), a csiszolástechnikában (csiszolóvászon, csiszolókorong, csiszológyűrű hordozóanyagai, fényező szerszámok bevonatai), hengerbevonatok formájában (pl. festékfelhordó vagy tisztító hengerek), szűrőbetétek gyanánt (szőtt, kötött vagy nemszőtt kelmékből, újabban nanoszálakból is), tömítőanyagok, szigetelőanyagok, különböző tisztítókendők stb. formájában.

### A gyógyászatban és higiéniai eszközökben alkalmazott textíliák(Medtech)

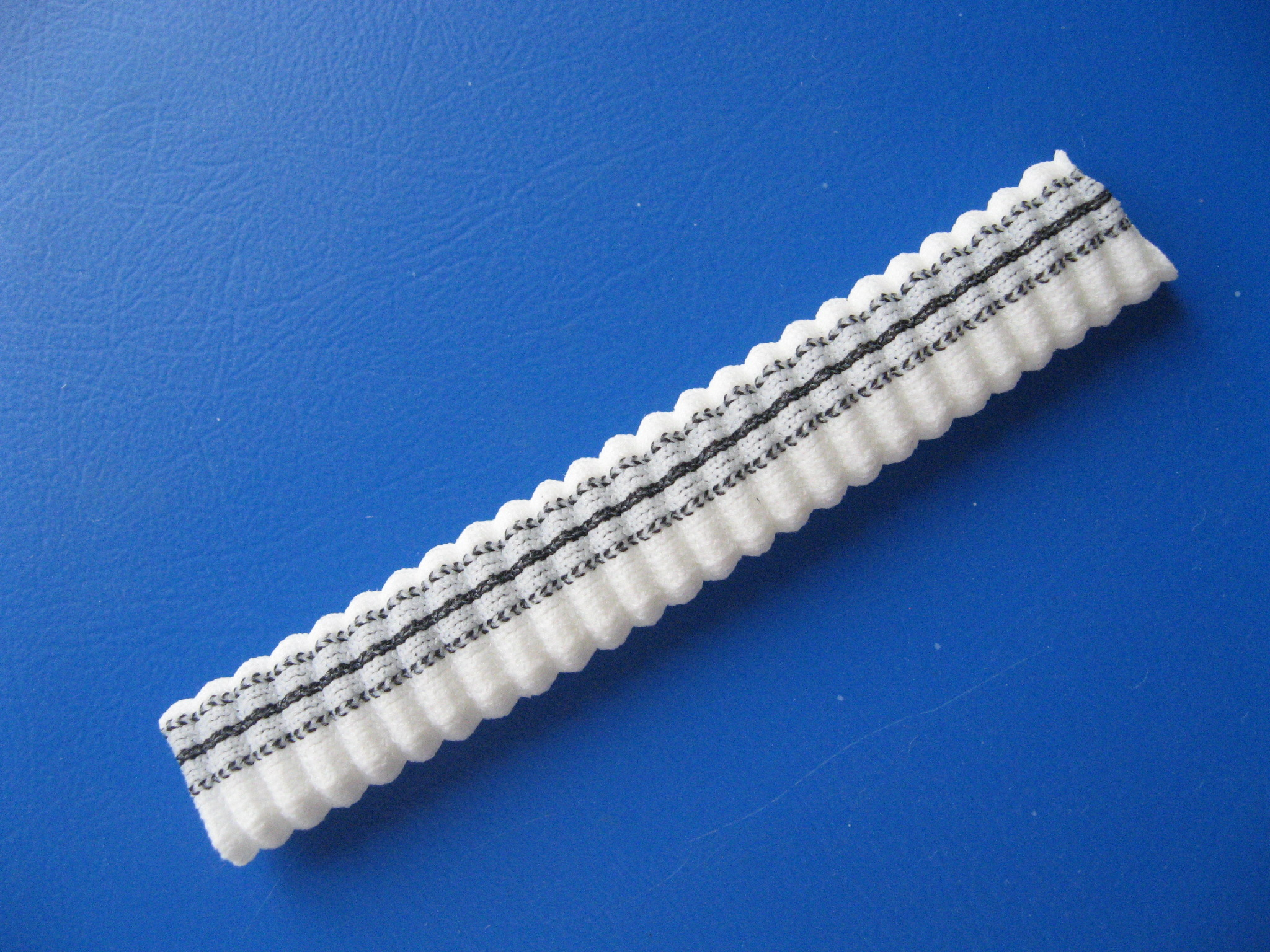
Kötéstechnikával előállított mesterséges ér.

A gyógyászat körébe tartozó textíliák elsősorban az orvosbiológiai textilanyagok, azaz azok a textilipari eljárással készült termékek, amelyeket a műtétek során alkalmaznak: sebvarró fonalak, sebészeti hálók, mesterséges véredények, szívbillentyűk bevonatai, sztentek stb. Ide sorolják továbbá az ortopédiai segédeszközök textíliák felhasználásával készült fajtáit is, például a könyök-, csukló-, térd- és nyaktámaszokat, speciális gyógyfűzőket, a kompozit művégtagok erősítésére használt kelméket, a gyógyharisnyákat, a speciális műtősruhákat és műtéti kendőket, a felfekvés ellen védő gyógypárnákat, valamint a különböző rugalmas és rugalmatlan kötszereket.
Igen jelentős fejlesztések folynak olyan kelmék alkalmazására, amelyek a textil hordozóanyagot arra a célra használják, hogy segítségükkel gyógyszereket vagy bőrápoló szereket juttassanak szabályozott módon a bőrön át a szervezetbe.
A higiéniai termékek közé tartoznak például a babapelenkák és az inkontinencia betétek (amelyekben a nedvszívó anyag általában valamilyen nemszőtt kelme), az arcmaszkok, egyes kozmetikai cikkek (tamponok, fültisztító pálcák, törlőkendők).
Az itt felsorolt termékek egy részében nagy jelentősége van a mikrobaellenes (a mikrobák életfunkcióit, elszaporodását gátló) tulajdonságú textilanyagoknak, amelyek között fontos helyet foglalnak el az ezüstözött, valamint az aktívszén-szálakból készült kelmék.

### A járműgyártásban szerkezeti anyagként használt textíliák(Mobiltech)

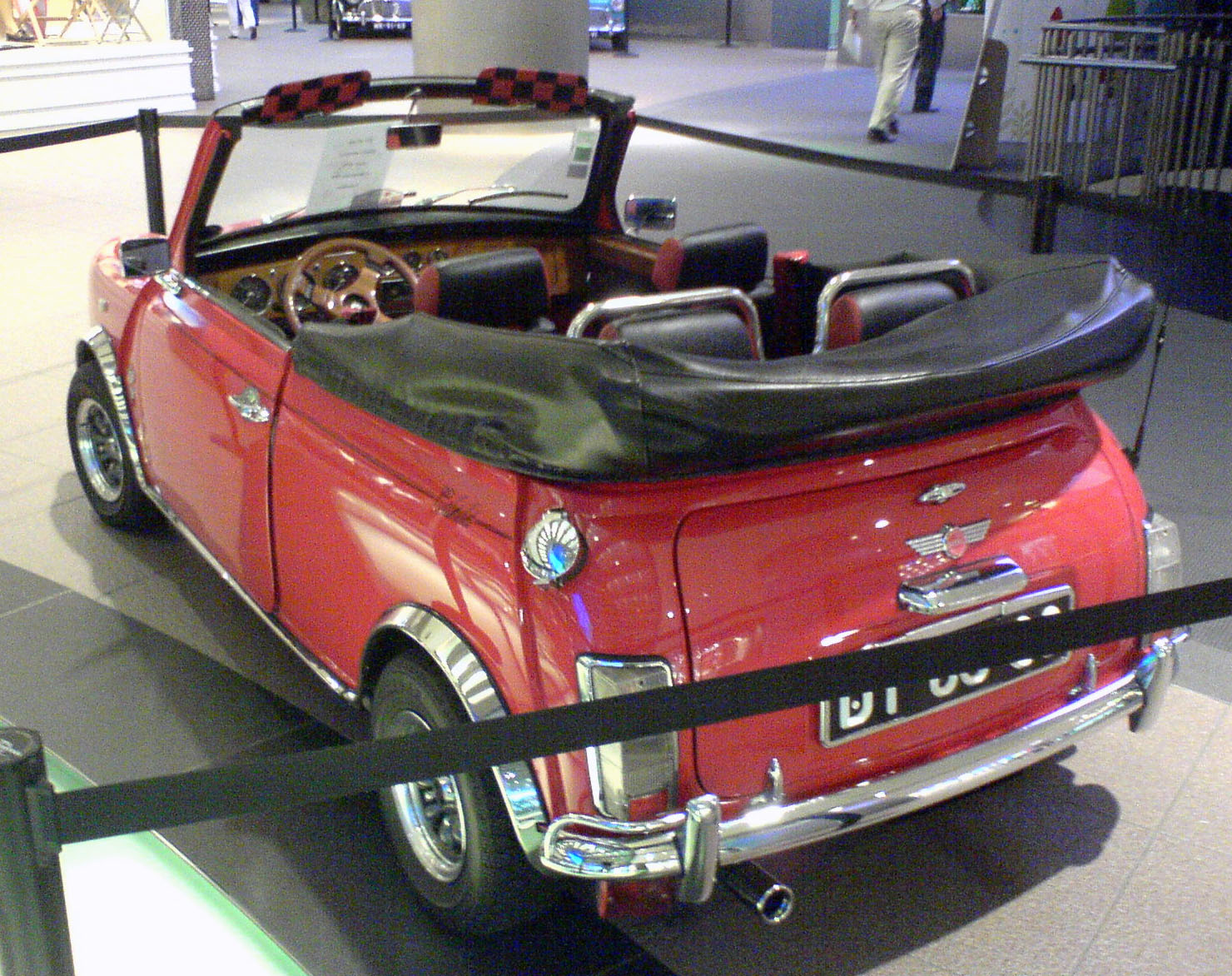
Az autók nyitható teteje is többrétegű, kent vagy laminált textília

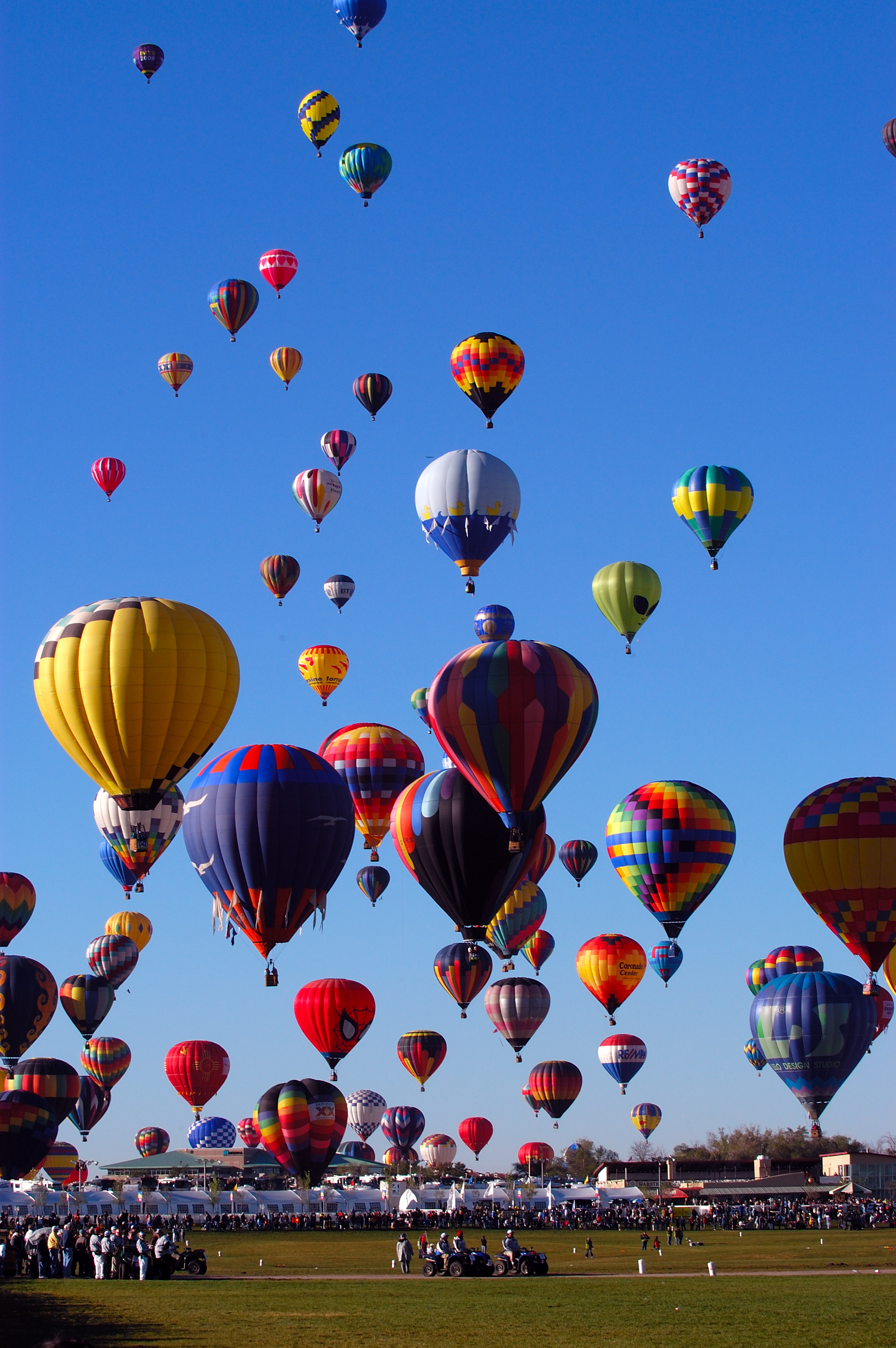
A hőlégballonok is textíliából készülnek

A gépjárműipar igen sok textilanyagot használ. Ezek egy része mint belső kárpitozás (üléshuzat, szőnyeg), hang- illetve hőszigetelő réteg jelenik meg, vagy karosszériaelemeket, műszerfalat stb. alkotó kompozitok erősítőanyagaként szerepel. Az egyik legismertebb alkalmazási terület a gumiabroncs szövetből készült erősítő váza, de textilanyagok a levegőszűrők egyes típusai, a biztonsági övek, a légzsákok, a teherautók ponyvái, a vontatókötelek, a rugalmas csomagtartó-hálók, a rakományrögzítő rugalmas kötelek, hevederek és hálók is. Újabban a hóláncot helyettesítő, a kerékre szerelhető textil anyagú csúszásgátlót is gyártanak.
A hajótestek építésében a textilerősítésű kompozitoknak van nagy szerepe, valamint szerves tartozékuk a különböző kötelek és – vitorláshajók esetében – a vitorlák, az utóbbiak szövött anyagok.
Ugyancsak a járművekben használt műszaki textíliák közé sorolják a ballonok kupolájának anyagát is.

### A környezetvédelemben, hulladékkezelésben alkalmazott textíliák(Oekotech)

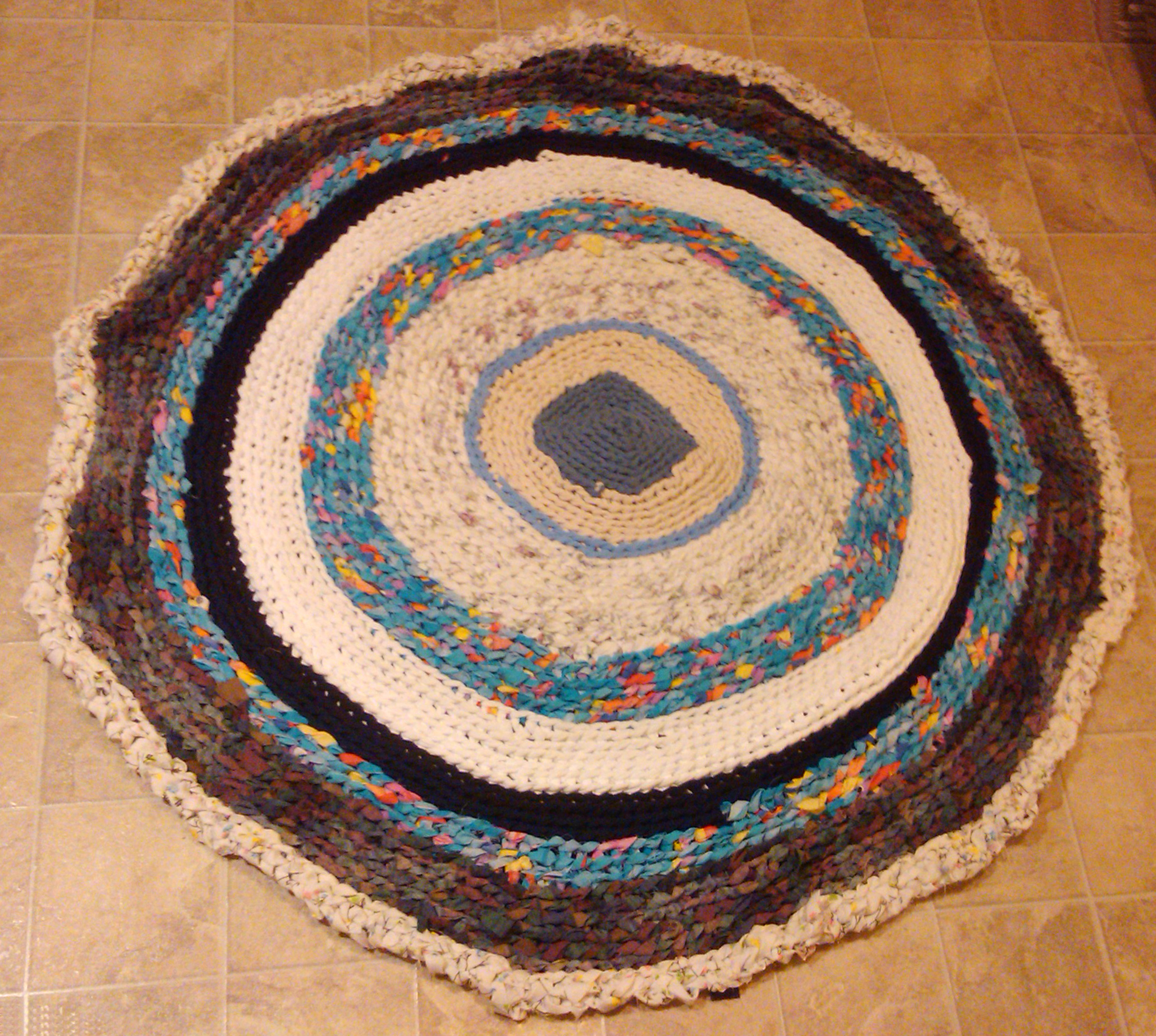
Feltépett T-ingekből készült rongyszőnyeg

A környezetvédelem, a hulladékok újrafeldolgozása vagy ártalmatlanítása nagyon fontos szempont a textiliparban is. Ezt szolgálják azok a törekvések, hogy ahol lehet, minél több természetes, vagy biológiailag lebontható és komposztálható mesterséges szálasanyagot használjanak műszaki textíliák gyártásához is, valamint az, hogy a hulladékokat újra feldolgozhatóvá tegyék és a belőlük előállítható termékeknek gazdaságos felhasználási területeket találjanak.
Az európai irányelvek szerint a nem használt ruházatot elsősorban újbóli használatra kell bevonni. A nem használt de még ép ruhákat a rászorultaknak eredeti célra összegyűjtik és szétosztják. A textilhulladékok szelektív gyűjtése Magyarországon általában nem megoldott, mivel ezeknek az anyagoknak az újrafeldolgozása hazánkban még nem terjedt el.
Az újra használatra nem alkalmas textíliákat feltépik és ismét alkalmassá teszik textilipari feldolgozásra (pl. nemszőtt kelmék gyártására), vagy más célra. A feltépett textilhulladékok jellegzetes hasznosítási területei: geotextíliák, kárpitozási anyagok, törlőkendők, csőszigetelő anyagok, kertészeti anyagok, szűrők, ruhaipari bélésanyagok stb.

### Csomagolóanyagok, az anyagmozgatásban, szállításban alkalmazott textíliák(Packtech)

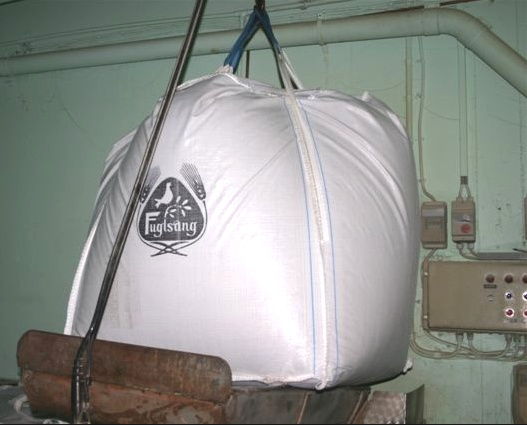
Hajlékony konténer

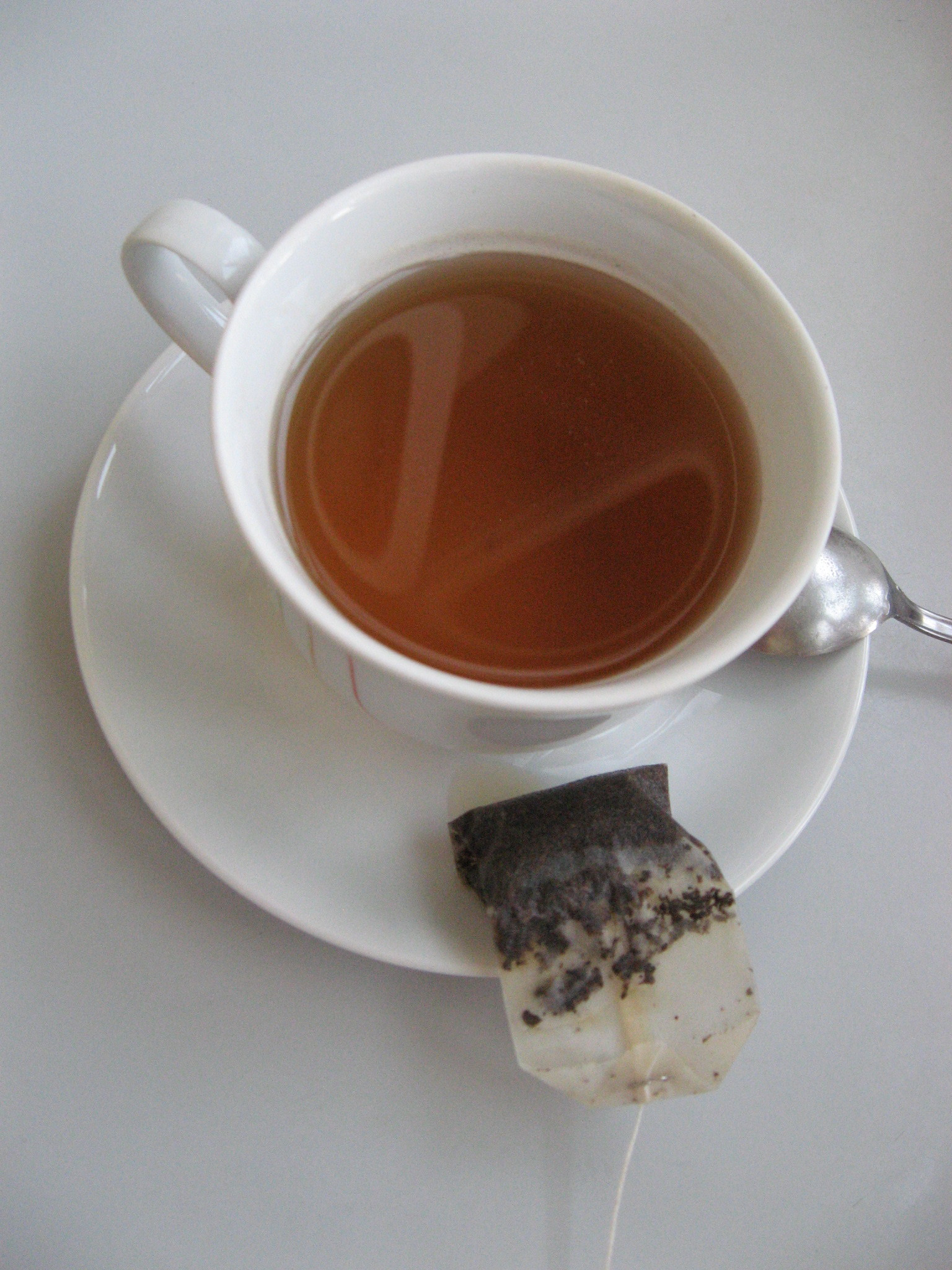
Teatasak

A csomagolóanyagok jelentős része textilanyagból készül, nem utolsósorban azért, mert ezek viszonylag könnyűek és olcsón előállíthatók.
Pamut-, kender-, jutazsákokat már régóta használnak, de újabban ezek jellemzően szintetikus szálasanyagból, főleg polipropilénből készülnek. Itt is törekednek az újrahasznosítható alapanyagok használatára. Ömlesztett áruk (magvak, porok, granulátumok, pépes termékek) nagy mennyiségű szállítására és tárolására ma már elterjedten használják a hajlékony szállítótartályokat (konténereket, „big-bag”-eket), amelyeket nagy teherbírású polipropilén-szövetből készítenek.
A műszaki textíliáknak ebbe a csoportjába tartoznak a textilanyagú bőröndök, táskák is. A puha bőröndök nagyszilárdságú poliamid- vagy poliészterszövetből készülnek és ma már vannak golyóálló kivitelűek is. Az e célra használt poliészter gyakran újrahasznosított anyag, amit polietilén-tereftalátból (PET) készült palackok újrafeldolgozásával állítanak elő.
Sokféle élelmiszert és egyéb anyagot csomagolnak kötött vagy fonatolt hálókba, ezek anyagai is többnyire újrahasznosított anyagokból (poliészterből) vagy biológiailag lebontható anyagokból (pamut, polipropilén) készülnek.
A nemszőtt kelmék egy fajtája alkotja a teazacskók és a kávészűrők, valamint a rizsfőző tasakok anyagát. A teazacskókat korábban növényi eredetű szálakból (pl. manilakenderből) állították elő, de ma már ezeket is inkább mesterséges szálasanyagból (poliamidból, PVC-ből vagy polipropilénből) készítik. Előnyös, ha a zacskó anyaga biológiailag lebontható és komposztálható.

### Egyéni és közösségi védőfelszerelések előállításában használt textilanyagok és ruházatok(Protech)

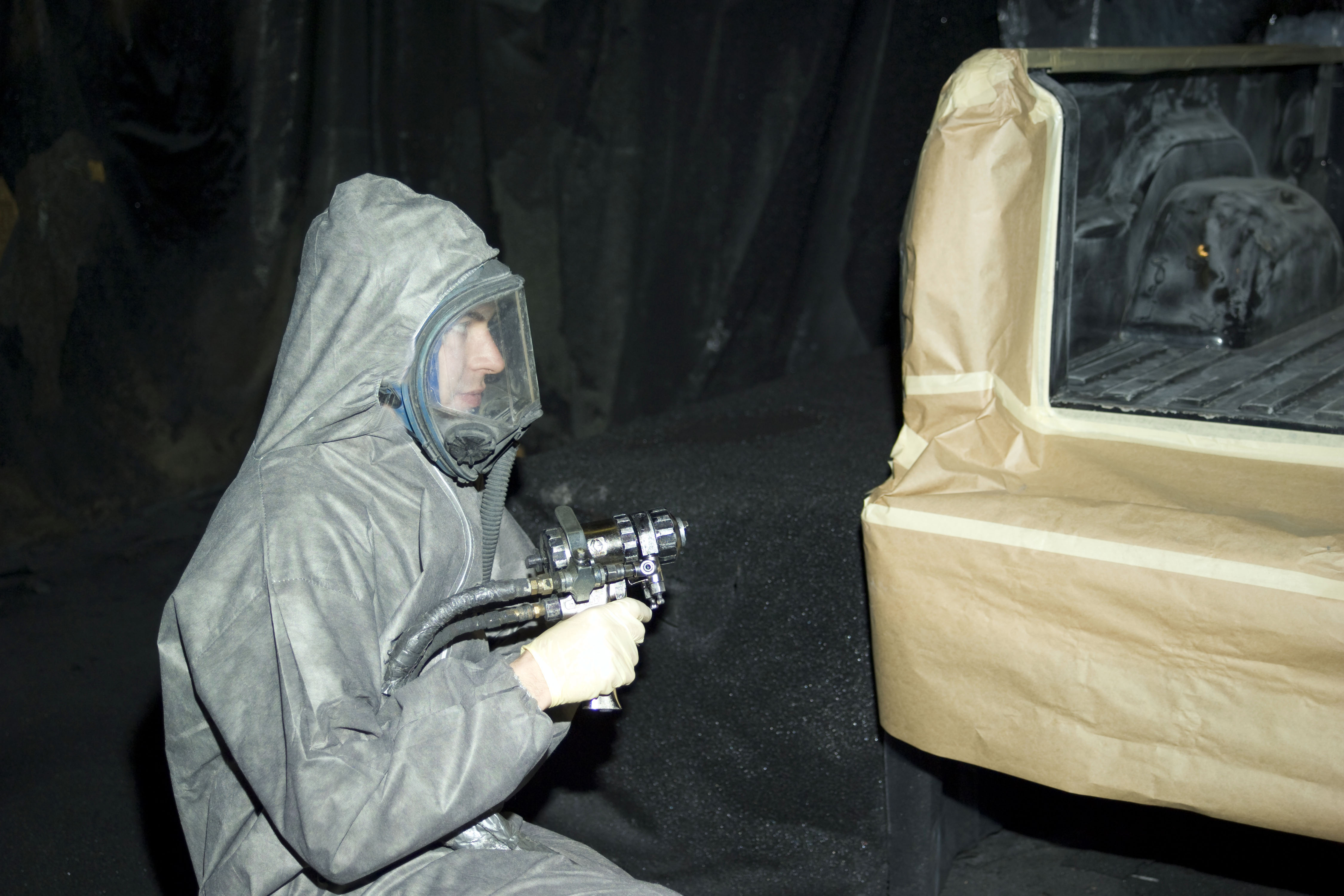
Festékszórásnál használt védőruha

A védőruhák textilanyagai nagyon fontos szerepet töltenek be a védőhatásban és ezért a fejlett ipari országokban hangsúlyozottan foglalkoznak ezek fejlesztésével. A védőruháknak, attól függően, hogy mi ellen kell védelmet nyújtaniuk, fizikai és/vagy kémiai hatásoknak kell ellenállniuk: védeniük kell a hideg vagy a meleg, a különböző és különböző halmazállapotú vegyszerek, az elektromosság káros hatásai, a kórokozók, a mechanikai sérülések ellen. Ugyanakkor viszonylag kellemes (de legalább elviselhető) belső klímát kell biztosítaniuk viselésük időtartamára. Ide tartoznak amellett azok a védőruhák is, amelyek nem az embert védik külső hatások ellen, hanem a munkatárgyat az ember által okozható szennyeződés ellen; ez elsősorban az elektronikai iparban és a gyógyszeriparban jellemző.
Mindezeknek a követelményeknek külön-külön vagy egyidejűleg több követelmény kielégítésére speciális textilanyagokat fejlesztettek ki (és fejlesztenek ki folyamatosan). Ide tartoznak a lélegzőképes membránokkal kombinált vagy ilyen tulajdonságú bevonatokkal ellátott kelmék (amelyek a vizet kívülről nem eresztik át, de az izzadságból eredő párát kiengedik), a lángálló, a nagy hőszigetelő képességű szálakból készített (sok levegőt tartalmazó) kelmék, a halmazállapot-változtatást kísérő hőleadás illetve hőelnyelés jelenségét kihasználó hőszabályozó vagy az elektromos fűtőszálak beépítésével készült kelmék, a sztatikus elektromosság levezetésére vagy az elektromágneses sugárzás elleni árnyékolásra fém- vagy fémmel bevont szálakat tartalmazó kelmék, a vegyszereknek ellenálló szálasanyagokból készült kelmék stb.
Ide tartoznak azok az aktív védőruhák is, amelyek pl. érzékelőket tartalmaznak arra az esetre, ha viselőjük sérülést okozó helyzetbe kerül és figyelmeztető jelzést adnak vagy megakadályozzák a sérülés bekövetkeztét. Példa erre a szén-monoxid érzékelővel ellátott védőruha, vagy a favágók számára kifejlesztett védőruha, amely érzékeli, ha a motoros fűrész túl közel kerül a testhez és ilyenkor rádióhullámokkal kikapcsolja a fűrész ezekre érzékennyé tett motorját.

### Sportruházatok, sportfelszerelések, szabadidő-tevékenységek eszközeinek gyártásában alkalmazott textíliák(Sporttech)

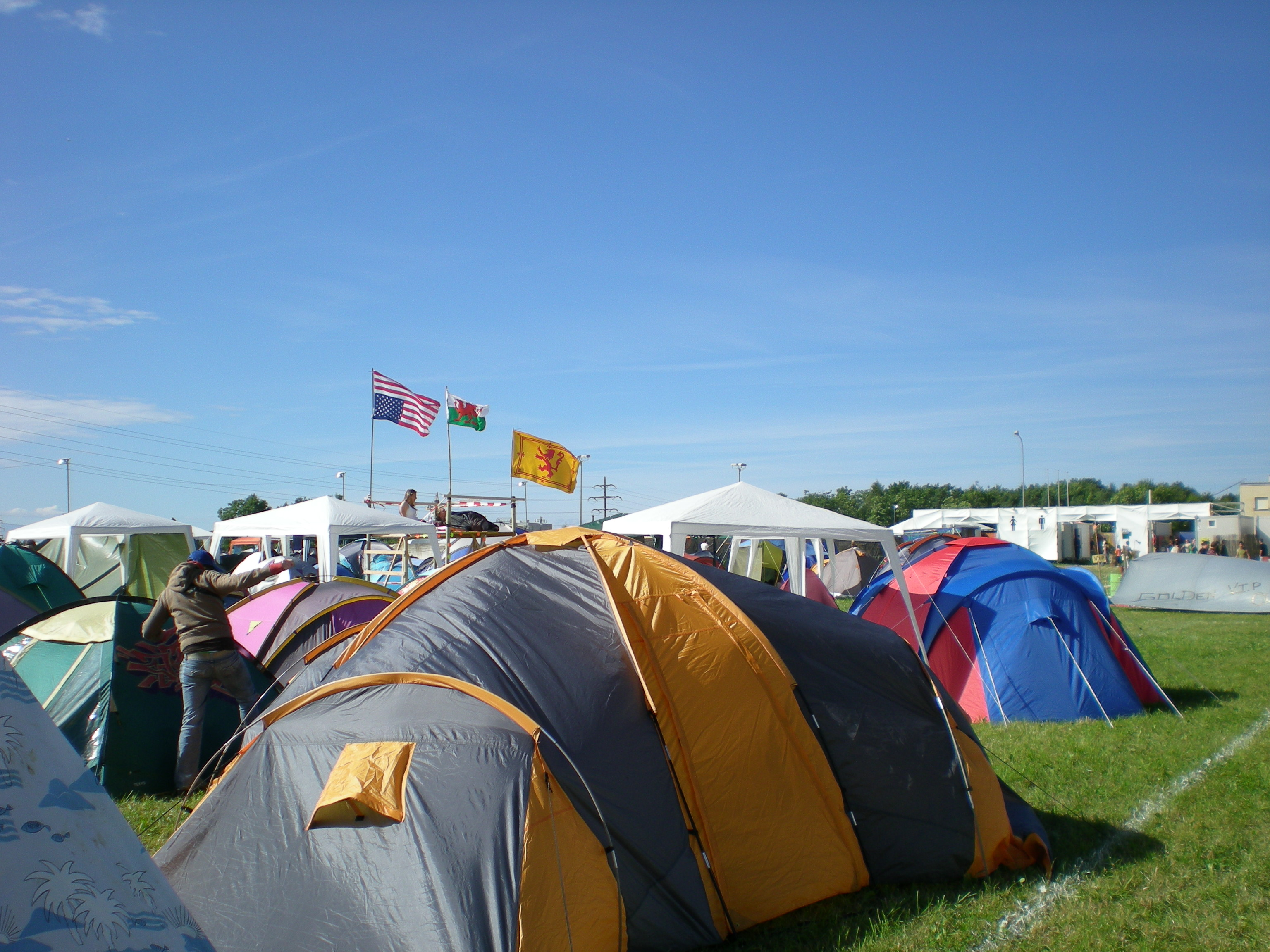
Kempingsátrak

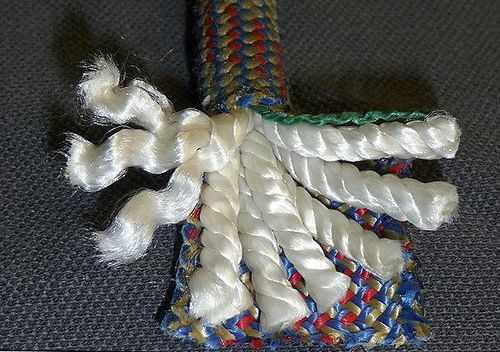
Hegymászó kötél szerkezete

A sportruházatok egy része sok szempontból rokonságot mutat a védőruhákkal. Ilyenek például a síruhák, a hegymászók, túrázók, barlangászok, a motorosok, kerékpárversenyzők, autóversenyzők, ejtőernyősök, búvárok és más vízi sportokat űző személyek ruhái. Ezeknek is végeredményben mechanikai hatások, szélsőséges környezeti vagy időjárási viszonyok ellen kell védelmet nyújtaniuk, miközben lehetőség szerint minél jobban biztosítaniuk kell az életfeltételeket és az elviselhető belső klímát, esetleg a közvetlen információcserét a külvilággal. Ilyen értelemben műszaki textíliának tekinthetők azok a különleges eljárásokkal készült kelmék is, amelyek a versenyúszók úszóruháinál a vízellenállás csökkentését eredményezik. Nagy szerepe van tehát itt az olyan textilanyagoknak, amelyek nagy szilárdságúak, lélegzőképesek vagy éppen légzárók, vízhatlanok, lángállók, hőszigetelők, elősegítik az izzadság gyors eltávolítását a bőrfelületről stb. A sportruházatok az esetek igen nagy részében egészen speciális konstrukciójúak, amelyeket az adott sportág különleges igényeinek megfelelően szerkesztenek meg és állítanak elő, sok esetben egyedileg, az adott sportoló testi adottságainak figyelembe vételével.
A sportfelszerelések gyártásában elsősorban a textilerősítésű kompozitok játszanak fontos szerepet. Ilyeneket használnak a hajótestek, repülőgépek, kerékpárvázak, golfütők, magasugró rudak, sílécek, hódeszkák, gördeszkák, horgászbotok, a kerékpárosok, motorosok, autóversenyzők stb. védősisakjainak és még számtalan egyéb sporteszköznek az előállításában. Ugyancsak rendkívül sok textil erősítésű kompozitot használnak a versenyautók karosszériáiban és egyéb felszereléseiben is. Ezekben a kompozitokban az erősítő textilanyag többnyire szénszálból vagy üvegszálból készül.
Ugyancsak a sportfelszerelések körébe tartoznak a sátorponyvák, a hegymászó és sziklamászó, valamint a kötélugrásnál (bungee jumping) használt kötelek, a hátizsákok, hálózsákok is, amelyek szintén textilipari eljárásokkal készülnek.
A sportpályákon sokféle hálót használnak, amelyek között vannak zsinórból vagy kötélből készült csomózott hálók, vagy kötőgépen előállított csomómentes hálók egyaránt.